# Kyle Bailey
Kyle Jacob Bailey (Fairbanks, 10 marzo 1982) è un allenatore di pallacanestro ed ex cestista statunitense.